# Zoey Dean
Zoey Dean – amerykańska pisarka. Autorka między innymi bestselerowej serii „Na Topie”, która został zekranizowana przez wytwórnię Universal. W Polsce jej książki wydaje Wydawnictwo Amber. Obecnie zajmuje się serią „The Talent”.

### Na Topie
Wydane w Polsce:
- Na Topie 1:Z Nowego Yorku do Hollywood (ang. The A-List)
- Na Topie 2:Dziewczyny w Hollywood (ang. Girls on Film)
- Na Topie 3:Blondynka z Ambicjami (ang. Blonde Ambition)
- Na Topie 4:Meksykańska przygoda(ang. Tall Cool One)
- Na Topie 5:Przygoda w Las Vegas(ang. Back in Black)
- Na Topie 6:Bal stulecia(ang. Some Like It Hot)
- Na Topie 7:Amerykańska piękność (ang. American Beauty)

W planach (nie są wydane w Polsce):
- Na Topie 8:(ang. Heart of Glass)
- Na Topie 9:(ang. Beautiful Stranger)
- Na Topie 10:(ang. California Dreaming)
- Na Topie 11:(ang. Hollywood Royalty)

### Talent
(seria niewydana jeszcze w Polsce)
- ang.Talent
- ang. Almost Famous

### Inne
- How To Teach Filthy Rich Girls-Privleged – nie wydana w Polsce